# Hasan Nametak
Hasan Fehmi-efendija Nametak (15. srpna 1873 Mostar, osmanská říše – 21. října 1953 Mostar, Federativní lidová republika Jugoslávie) byl bosenskohercegovský islámský duchovní a pedagog bosňáckého původu.

## Životopis
V rodném Mostaru navštěvoval ruždii a medresu, islámskou základní a vyšší školu. Roku 1889 zahájil studium v Gazi Husrev-begově medrese v Sarajevu, ale již roku 1891 přešel na nově založený Daru-l-muallimin, muslimskou učitelskou přípravku (absolvoval 1894). Po návratu do hercegovské metropole se stal učitelem, muallimem, v reformované mektebu, muslimské základní škole. Vedle toho docházel do Karađoz-begovy medresy, kde poslouchal přednášky místních učenců Saliha Alajbegoviće a Muhameda Kurta. Mezi lety 1914 a 1931 vykonával úřad tajemníka mostarského muftího, a to za působení duchovních Abdullaha Sidki Riđanoviće, Šaćira Mesihoviće a Omera Džabiće.
Jistý čas přednášel i v mostarské Roznamedžinově medrese, vyšší islámské škole, fiqh a srbochorvatský jazyk a náboženství na Dívčí škole v Mostaru.
Bezmála padesát let byl imámem v Jahja-Esfelově mešitě, krátčí čas byl též imámem v mešitě Tabačica (od 6. 11. 1933).
Dlouhodobě se věnoval publicistické činnosti. Publikoval v muslimcích periodicích Bošnjak, Behar, Novi behar a Glasnik Islamske vjerske zajednice a kalendáři spolku Narodna uzdanica.
Hasan Nametak měl dva syny, Aliju (1906–1987) a Abdurrahmana (1908–1982), a dvě dcery, Đulsu a Šefiku.